# Långflugen
Långflugen är en sjö i Ovanåkers kommun i Hälsingland och ingår i Ljusnans huvudavrinningsområde. Sjön har en area på 0,101 kvadratkilometer och ligger 248,3 meter över havet. Sjön avvattnas av vattendraget Öjungsån.

## Delavrinningsområde
Långflugen ingår i det delavrinningsområde (683129-148064) som SMHI kallar för Mynnar i Nöungen. Medelhöjden är 269 meter över havet och ytan är 3,93 kvadratkilometer. Räknas de 9 avrinningsområdena uppströms in blir den ackumulerade arean 75,98 kvadratkilometer. Öjungsån som avvattnar avrinningsområdet har biflödesordning 4, vilket innebär att vattnet flödar genom totalt 4 vattendrag innan det når havet efter 158 kilometer. Avrinningsområdet består mestadels av skog (70 procent) och sankmarker (22 procent). Avrinningsområdet har 0,17 kvadratkilometer vattenytor vilket ger det en sjöprocent på 4,2 procent.